# Qədir Hüseynov
Qədir Hüseynov (Mosca, 21 maggio 1986) è uno scacchista azero, Grande Maestro.

## Carriera
Nato a Mosca, ha giocato per la Federazione scacchistica russa sino al 1998.
Nel 1994 ha vinto il Campionato europeo giovanile di scacchi Under 10 a Băile Herculane
Nel 2004 ha partecipato al Campionato del mondo di scacchi FIDE, dopo aver eliminato il brasiliano Giovanni Vescovi è stato a sua volta eliminato dall'armeno Lewon Aronyan. 
Nel 2008 con 7 punti su 9 è giunto 1º-8º a pari merito con Nigel Short, Vadim Milov, Aleksej Aleksandrov, Baadur Jobava, Aleksandr Lastin, Tamaz Gelashvili e Farid Abbasov nella President's Cup a Baku.
Nel 2009 il 10º posto ottenuto nel Campionato europeo individuale di scacchi gli ha permesso di qualificarsi per la Coppa del mondo, nella quale è stato eliminato al primo turno dal filippino Wesley So.
Nel 2011 ha vinto a Ugra la Governor's Chess Blitz Cup.
Nel 2013 è giunto 1º-3º a pari merito con Igor' Kurnosov e Aleksandr Šimanov nel Nakhchivan Open.
È stato uno dei nominati dal Presidente FIDE alla Coppa del Mondo del 2015 a Baku. Dopo aver sconfitto Maksim Matlakov e David Navara è stato eliminato ai sedicesimi di finale dal cinese Ding Liren.

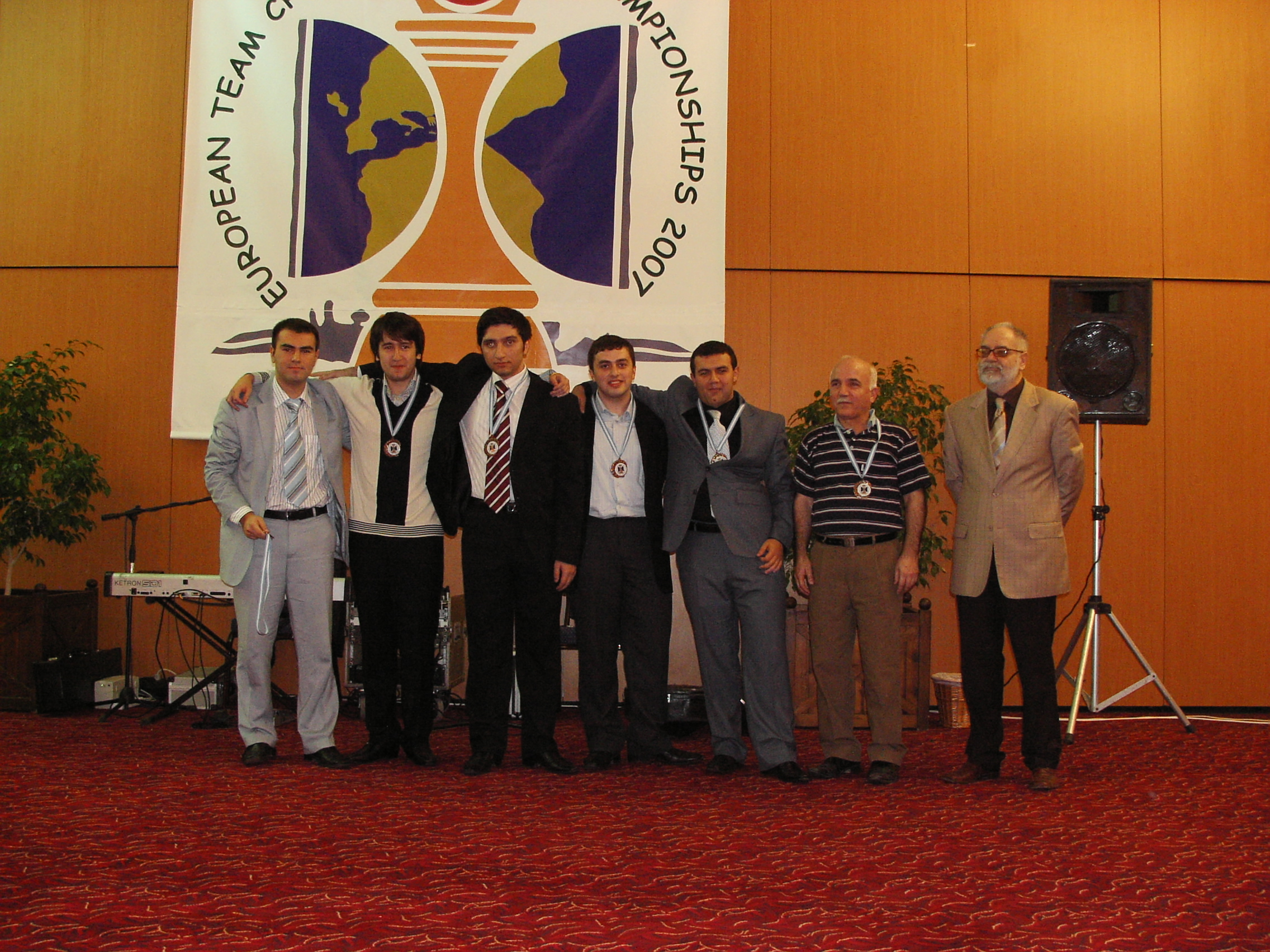
Hüseynov (al centro) durante la premiazione del Campionato europeo a squadre 2007 assieme a (da sinistra a destra) Şəhriyar Məmmədyarov, Teymur Rəcəbov, Vüqar Həşimov e Rauf Məmmədov

Ha raggiunto il massimo Elo nel settembre del 2009, con 2667 punti, quarto nel suo paese e 64º al mondo.

### Competizioni a squadre
È membro della squadra nazionale Olimpica dal 2002, con la quale ha vinto un bronzo personale come quarta scacchiera nell'Olimpiade del 2004 a Calvia.
Ha giocato nella squadra nazionale che ha vinto la Medaglia d'oro nei Campionati europei a squadre del 2009 (Novi Sad) e 2013 (Varsavia), squadra con la quale ha anche ottenuto un argento (2011, Sitonia) e un bronzo (2013, Creta).
Nel novembre 2017 vince a Creta il Campionato Europeo 2017 a squadre per nazioni .